# Amósis (mãe de Hatexepsute)
Ahmose foi uma rainha do Antigo Egito, do XVIII dinastia egípcia, casada com o faraó Tutemés I. Teve uma filha chamada Hatexepsute, mais tarde também rainha. Ahmose era neta da raínha Ahmose-Nefertari e de Amenófis I.